# Vibrissomyia pullata
Vibrissomyia pullata là một loài ruồi trong họ Tachinidae.